# Kebasen (Kebasen)
Kebasen is een bestuurslaag in het regentschap Banyumas van de provincie Midden-Java, Indonesië. Kebasen telt 5746 inwoners (volkstelling 2010).